# Karel Schicho
Karel Schicho (17. ledna 1834 Praha – 5. ledna 1908 Cles u Cejle) byl český malíř.

## Život a dílo

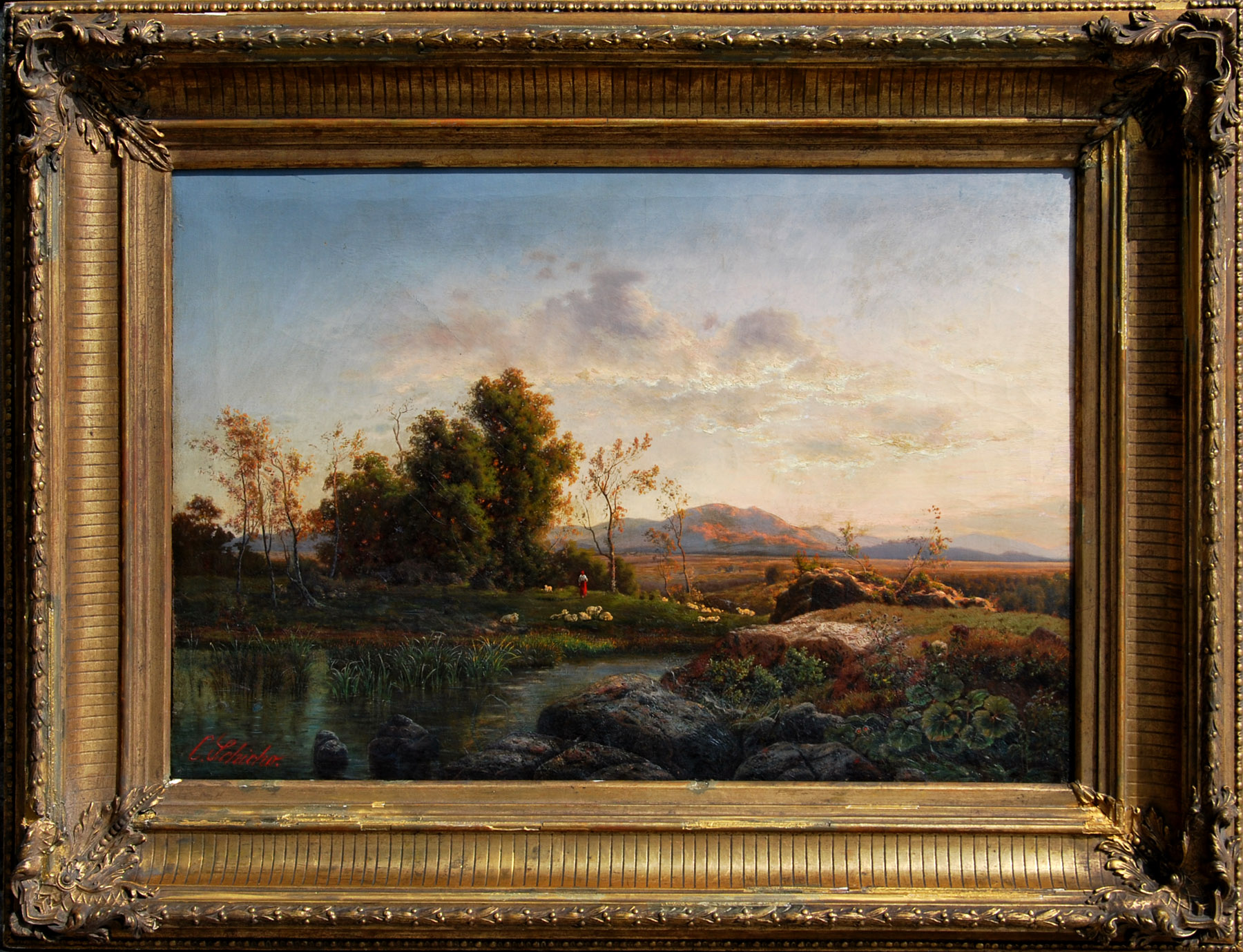
Karel Schicho, Krajina s pasačkou, (před rokem 1908)

V letech 1852–1854 studoval na Akademii výtvarných umění v Praze v krajinářské škole Maxe Haushofera a maloval v plenéru u Chiemského jezera.
Roku 1891 vystavoval na Jubilejní zemské výstavě v Praze obrazy Jezero Chiemské, Horské jezero a Rovina. V letech 1856 - 1868 obesílal výroční výstavy Krasoumné jednoty v Praze.
Byl malířem romantických krajin a dramatických přírodních scenérií.

## Galerie

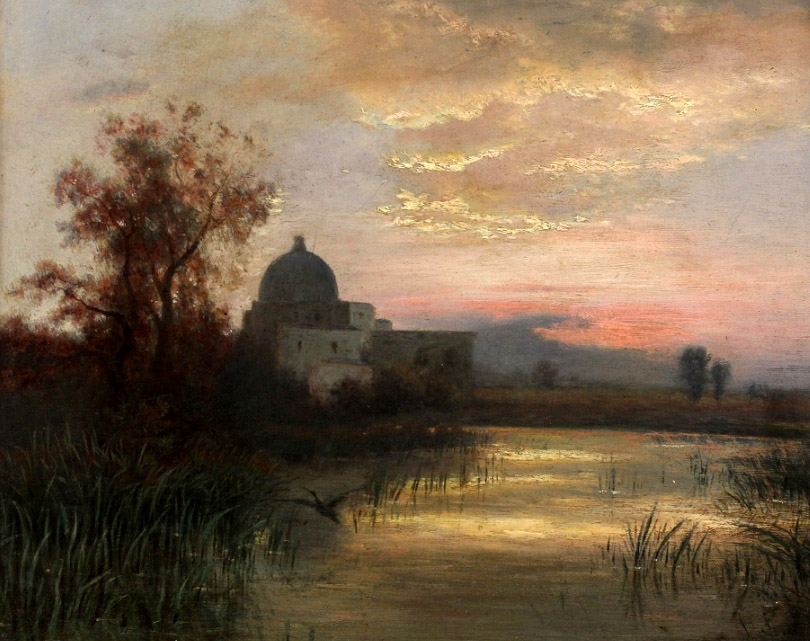
Karel Schicho - Partie od Chiemského jezera, (před rokem 1908)
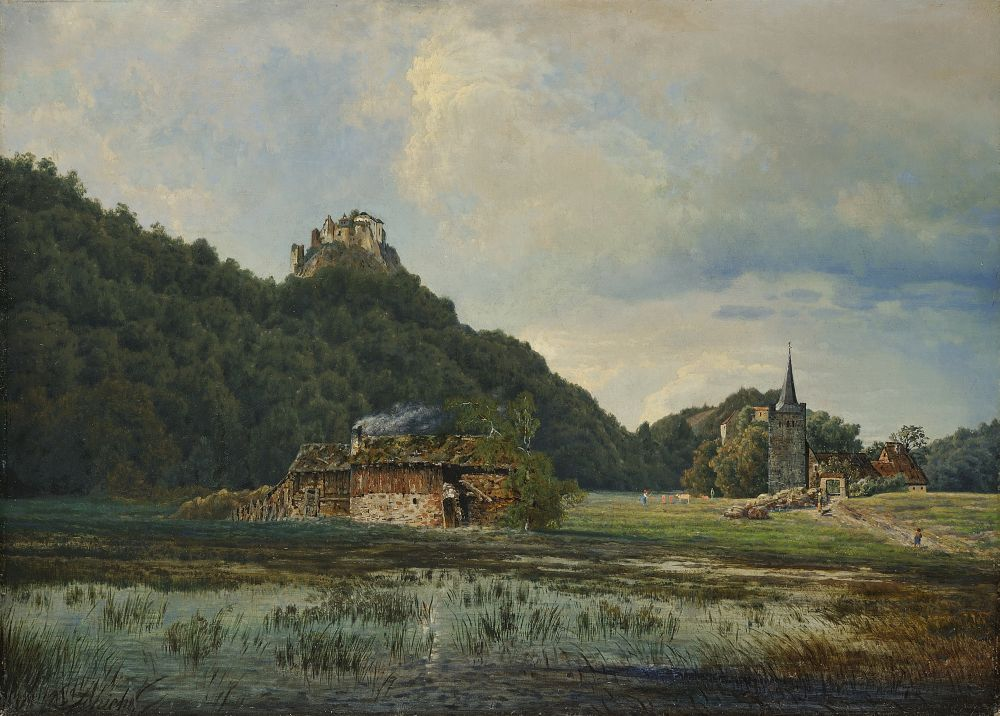
Karel Schicho - Krajina s hradem
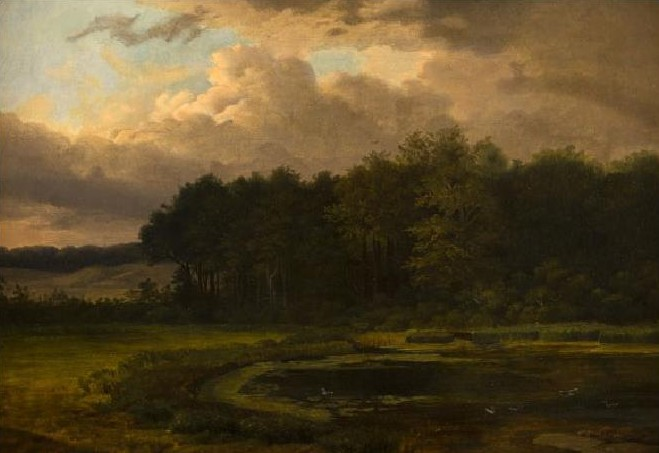
Karel Schicho - Před bouří